# باربرا كابريرا
باربرا ياسمين كابريرا (من مواليد 12 أغسطس 1996) عارضة أزياء أرجنتينية وحاملة لقب ملكة جمال أرجنتينية ، وقد تم تعيينها ملكة جمال الأرجنتين 2022 وستمثل الأرجنتين في ملكة جمال الكون 2022. كعارضة ظهرت على غلاف العديد من المجلات عالمية، وتم اختيارها من قبل مصممين مثل بينيتو فرنانديز وناتاليا أنتولين وغابرييل لاغير من بين آخريات للمشاركة في عروض الأزياء الخاصة بهم.

## نشأتها
ولدت باربرا كابريرا ونشأت في بوينس آيرس. بدأت حياتها المهنية كعارضة أزياء في أكاديمية عارضة الأزياء السابقة أناما فيريرا ، وتم اختيارها في سن 18 لتمثيل مقاطعة بوينس آيرس في مسابقة ملكة جمال الكون الأرجنتين 2018 ، وبقيت في التصفيات النهائية.

## مهنية
في العشرين من عمرها انتقلت إلى بنما ، حيث انضمت إلى وكالة مواهب بنما. شاركت في أسبوع الموضة في بنما 2017 وفي حملات واستعراضات مختلفة في أمريكا اللاتينية ، عادت إلى الأرجنتين للانضمام إلى وكالة مولتيتالنت، حيث اختارها المصمم الكتالوني كوستو دالماو لاختتام حدث "كوستو برشلونة" في إطار أسبوع الموضة في نيويورك 2020.

## الروابط الخارجية
- باربرا كابريرا على إنستغرام